# Plopșoru
Plopșoru est une commune roumaine située dans le județ de Gorj.